# Yellowknife

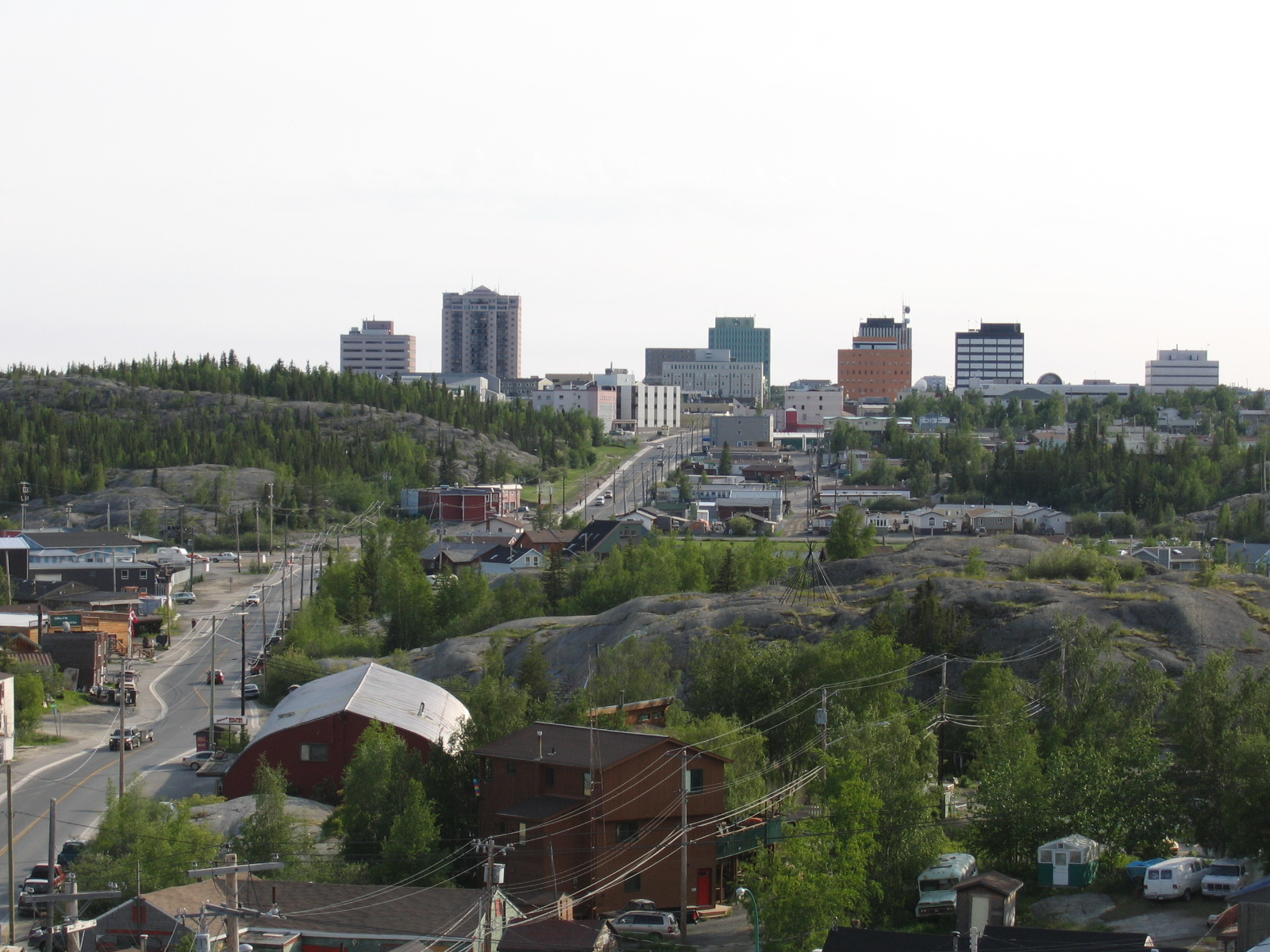
Yellowknife.

Yellowknife är huvudstaden i Northwest Territories i Kanada sedan 1967. Den grundades som guldgrävarstad under 1930-talet och hade 17 275 invånare 1996. Den ligger på Stora Slavsjöns norra strand på västra sidan av Yellowknife Bay nära Yellowknifeflodens utlopp. Yellowknife och dess omkringliggande vatten döptes efter stammen Yellowknives, som tillverkade verktyg av regionala kopparfyndigheter. Den nuvarande befolkningen är etniskt blandad, och fem av territoriets åtta officiella språk talas i staden. Staden har ett subarktiskt inlandsklimat med relativt varma somrar (dygnsmedel 17°C i juli, ungefär som Stockholm) och mycket kalla vintrar (dygnsmedel -26°C i januari, kallare än Kiruna) samt lite nederbörd (280 mm per år räknat i smält form).

## Historik
Flertusenåriga arkeologiska fynd finns från ursprungsbefolkningarna och området beboddes av Slavey, Dogrib och Chipewyan stammar som gemensamt talade dene när området besöktes 1770 av Hudson´s Bay Companys Samuel Hearne. År 1789 öppnade Alexander Mackenzie en handelsstation för Northwest Company, kallad Fort Providence nära Wool Bay söder om nuvarande Yellowknife. Handelsstationen övergavs omkring 1820 men ursprungsbefolkning stannade kvar.
Guldgrävare på väg till Klondike hittade 1896 guld i Yellowknife Bay men området var för svåråtkomligt för att intressera. År 1936 provborrades i omgivningarna och 1938 startade kommersiell guldbrytning. Samma år bildades en by som 1940 vuxit till cirka 1 000 invånare. År 1945 flyttades byns centrum från Rock och Latham Island till nuvarande plats någon kilometer västerut och året därpå fann Giant Yellowknife Mines guld med åtföljande ny rusch.
År 1953 blev Yellowknife köping (municipal district) och första borgmästaren valdes. 1967 blev köpingen regionhuvudstad för Northwest Territories och blev stad 1 januari 1970.

## Gruvor i regionen

### Guld
Yellowknife upprättades ursprungligen som ett leveranscentrum för många guldgruvor som var verksamma i regionen i slutet av 1930-talet och början av 1940-talet. Följande är en lista över de större gruvorna, som alla nu är nedlagda. Det fanns också volfram, tantal och urangruvor i närheten. De flesta gruvor i Yellowknife-området ligger inom KAM Group, en del av Yellowknife Greenstone-bältet.

### Diamanter
Innan guldet sinade och sista gruvan stängdes 2004 hade diamanter upptäckts 1991 norr om staden och år 2016 är Yellowknife basen för fyra gruvor, som givet staden smeknamnet "Diamond Capital of North America".

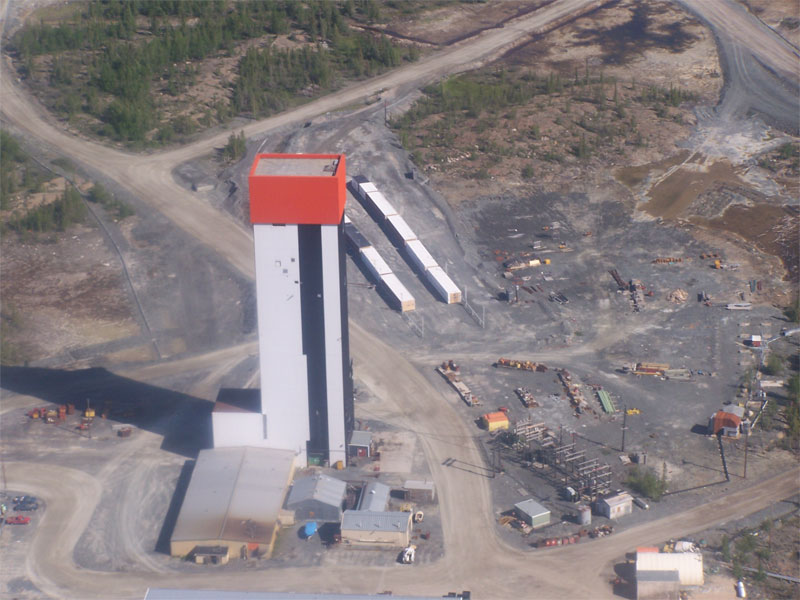
Flygfoto av gruvan Con Mine

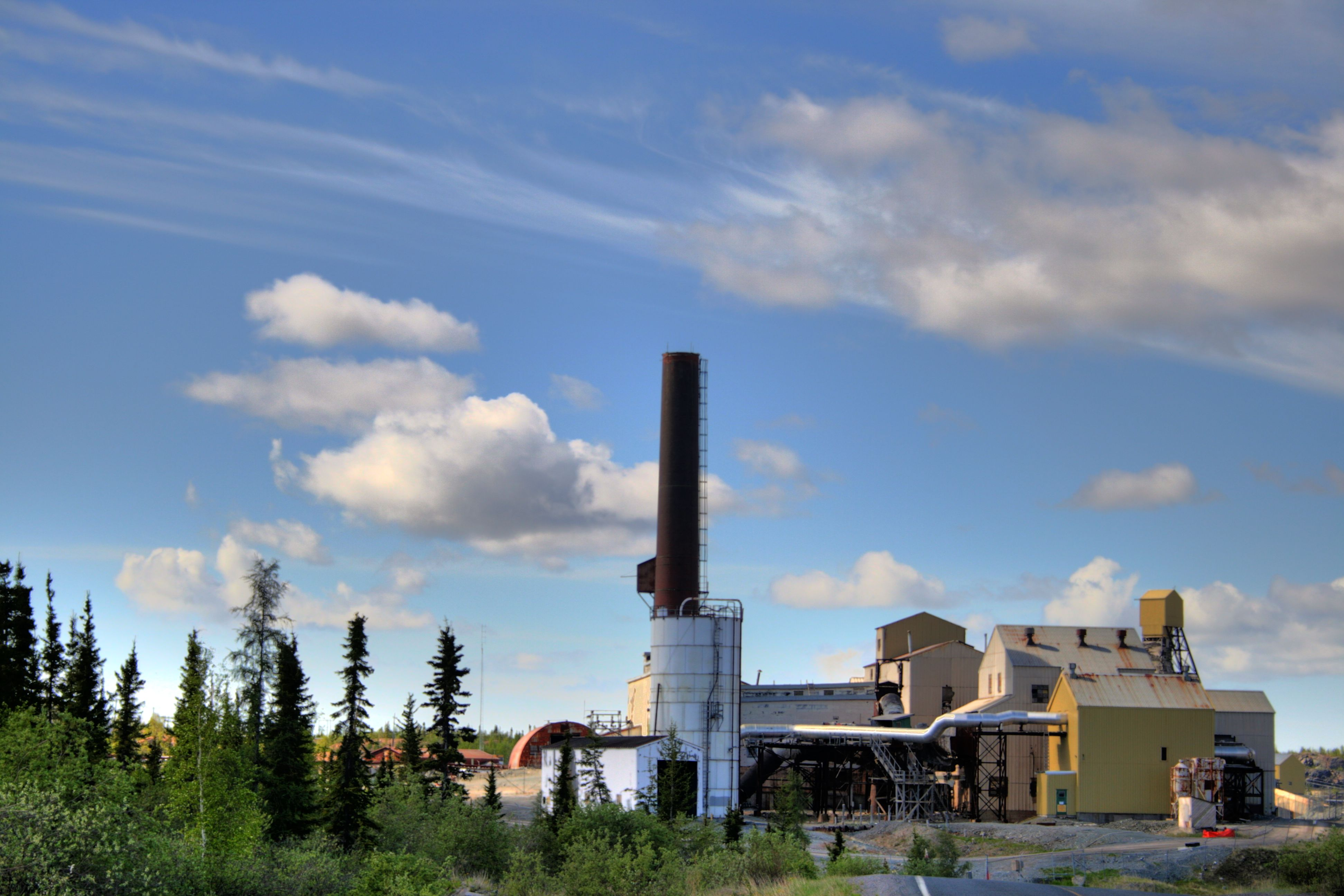
Byggnader vid Giant Mine.

| Gruva                     | År i drift           | Mineraler             |
| ------------------------- | -------------------- | --------------------- |
| Con Mine (includes Rycon) | 1938–2003            | guld                  |
| Giant Mine                | 1948–2004            | guld                  |
| Ptarmigan and Tom Mine    | 1941–1942, 1985–1997 | guld                  |
| Negus Mine                | 1939–1952            | guld                  |
| Burwash Mine              | 1935                 | guld                  |
| Thompson-Lundmark Mine    | 1941–1943, 1947–1949 | guld                  |
| Discovery Mine            | 1950–1969            | guld                  |
| Camlaren Mine             | 1962–1963, 1980–1981 | guld                  |
| Beaulieu Mine             | 1947–1948            | guld                  |
| Outpost Island Mine       | 1941–1942, 1951–1952 | guld, koppar, wolfram |
| Ruth Mine                 | 1942, 1959           | guld                  |
| Rayrock Mine              | 1957–1959            | uran                  |
| References:               |                      |                       |

## Trafik
Yellowknife Airport ligger nära staden. En väg, Yellowknife Highway (Highway 3), går till vägnätet längre söderut och byggdes 1960. Före 2012 hade den långa avbrott vår och höst då det var för mycket is för färjan och för lite för väg på isen över Mackenziefloden, men 2012 byggdes den 1,1 km långa Deh Cho Bridge.